# Płucodyszne
Płucodyszne (Pulmonata) – podgromada ślimaków (Gastropoda) obejmująca około 36 tysięcy lądowych i wodnych, hermafrodytycznych gatunków tradycyjnie charakteryzowanych zdolnością do oddychania powietrzem atmosferycznym za pomocą narządu oddechowego nazywanego „płucem” – unaczynionej ścianki jamy płaszczowej pełniącej rolę płuca.
W zapisie kopalnym płucodyszne znane są z górnego karbonu. Występują niemal na całym świecie, w większości środowisk lądowych, rzadziej w stojących i bieżących wodach śródlądowych, a jeszcze rzadziej w morskich i słonawych.

## Diagnoza
Wśród płucodysznych znane są zarówno ślimaki mające muszlę, jak i półnagie, tzn. z muszlą częściowo zredukowaną, oraz nagie, z muszlą zredukowaną do wapiennej płytki pod płaszczem. W pełni rozwinięta muszla płucodysznych jest dobrze wykształcona, zwykle spiralnie zwinięta (od całkowicie płaskiej po wieżyczkowatą i wrzecionowatą), a u niektórych czapeczkowata. U większości osobników dorosłych nie występuje wieczko (wyjątek stanowi rodzina Amphibolidae). Najmniejsze gatunki osiągają długość około 1 mm, a największe dorastają do 20 cm. 
Organ nazywany „płucem” występuje u większości płucodysznych. Niektóre gatunki są dodatkowo zaopatrzone w pojedyncze skrzele lub pseudoskrzele. U wielu przedstawicieli Siphonarioidea i Hygrophila brak jest „płuc” trwale wypełnianych powietrzem.
Za cechy charakterystyczne dla płucodysznych uważana jest budowa tarki, położenie otworu odbytowego w pobliżu pneumostomu oraz obecność procerebrum.

## Klasyfikacja
W tradycyjnej klasyfikacji biologicznej opartej na cechach morfologicznych w obrębie płucodysznych wyróżniano: nasadooczne (Basommatophora) i trzonkooczne (Stylommatophora). Niektórzy autorzy zaliczali jeszcze do tej gromady prapłucodyszne (Archaeopulmonata) i Systellommatophora.
Monofiletyzm tej grupy ślimaków, w tradycyjnym jej rozumieniu, został dobrze potwierdzony analizami morfologicznymi oraz w badaniach molekularnych, jednak dalsze badania molekularne stawiają w wątpliwość przynależność do tego taksonu kilku grup (Pyramidelloidea, Glacidorboidea, Sacoglossa i Acochlidia). 

## Występowanie w Polsce
Na obszarze Polski występuje 209 gatunków zaliczanych do następujących rodzin: Argnidae, beczułkowate, bezoczkowate, błotniarkowate, błyszczotkowate, boettgerillowate, brzuchozębne, Carychiidae, Helicodiscidae, Helicodontidae, Hygromiidae, krążałkowate, Oxychilidae, piramidkowate, poczwarkowate, poczwarówkowate, pomrowcowate, pomrowikowate, pomrowiowate, Pristilomatidae, przeźrotkowate, przyczepkowate, przytulikowate, Punctidae, rozdętkowate, stożeczkowate, subulinowate, ślimaczkowate, ślimakowate, ślinikowate, świdrzykowate, wałkówkowate, zatoczkowate i ziarnkowate.